# 西口杏里沙
西口杏里沙（1990年3月11日—），日本女性前配音員。出身於京都府。A型血。

## 簡介
2010年從大阪動畫學院畢業之後，進入經紀公司Across Entertainment。2016年10月31日，離開經紀公司同時從配音界引退。
曾與同行夏日凜子、持月玲依共3人組成聲優組合「瞬間Realize」。

### 人物
興趣是作和菓子，最近對料理的創作相當投入。
喜歡的人物是谷原章介、KinKi Kids、Becky。喜歡抹茶、海豚。還有表明迷戀眼鏡。

### 繼任
在西口引退後，配音員接任作品如下：
- 中村麻未（日语：中村麻未）－『不可思議的幻想鄉 TOD RELOADED』：愛莉絲·瑪嘉特羅伊德
- 茅原實里－『不可思議的幻想鄉 -蓮之迷宮-』：永江衣玖

## 演出作品
※粗體字表示說明飾演的主要角色。

### 電視動畫
2010年
- 海月姬（電視播報）

2011年
- 女神異聞錄4（子犬、氣象預報員）
- 如果高校棒球女子經理讀了彼得·杜拉克（小島沙也香）
- 蘿球社！（學生A）

2012年
- 翡翠森林狼與羊 ～秘密的朋友～（小鳥2）
- 蝦掰天文社 公立海老栖川高中天悶社（女學生A）
- 殭屍哪有那麼萌？（女僕A）
- 刀劍神域（主持人）
- 美少女死神 還我H之魂！（裘兒·傑利亞[6]）
- 武裝神姬（西口）
- 校園剋星（女學生B）

2013年
- SERVANT×SERVICE（客人）
- 八犬傳 -東方八犬異聞-（天狐、女樂師）
- 八犬傳 -東方八犬異聞- 第二期（小孩、學生）
- 蘿球社！SS（矢作蘭）

2014年
- 狐仙的戀愛入門（美女天照、女學生）
- 大圖書館的牧羊人（委託者A）
- 魔法少女大戰（雄揚老師[7]）
- Baby Steps ～網球優等生～（橫山花）

### OVA
2013年
- 虹色女孩☆鑽石星路系列（小日向虹架[8]）
  - 虹色女孩☆鑽石星路 第1話：Step to Dream!![注 1]
  - 虹色女孩☆鑽石星路 第2話：兩位天才[注 2]
  - 虹色女孩☆鑽石星路 第3話：第一次告白!?[注 3]
  - 虹色女孩☆鑽石星路 第4話：虹色女孩☆鑽石星路!![注 4]

### 遊戲
2010
- Cross Brave
- 薄櫻鬼 黎明錄

2012年
- PROJECT X ZONE（オミコン、女王蜂）

2013年
- 幻獸姬（貓又）

2015年
- 幻魔鄉的旅人（服部半蔵[9]）

2016年
- ERAKiS ～永遠之塔與騎士的故事～（艾露梅莉亞[10]）

### 旁白
- B-each計劃 ｢關西海灘足球大會in蘆屋｣（MC･影旁白）

### 廣播
- 志摩西班牙村 電視廣告出演（大姊姊、旁白）

### 廣播劇CD
- 口偵探事務所
- 一騎當千!?（夏侯淵妙才[11]）

### 廣播
- VLN放送局 節目主持人（Voice Love Network（日语：Voice・Love・Network））
- 美少女死神 還我H之魂！…才不是呢。（音泉、HiBiKi Radio Station（日语：HiBiKi Radio Station）：2012年7月4日－10月17日）
- （BBQR：2012年10月2日－12月25日，超！A&G+：2012年10月4日－12月27日）[12]

### 舞台劇
- 舞台版 其實我是…（2016年，新宿村LIVE）－白神桐子[13]

## 腳註

## 外部連結
- 徒然夢日和 （页面存档备份，存于） （日語）－西口杏里沙的個人部落格。
- Across Entertainment所屬期間的聲優簡介 （日語）（2016年5月2日的檔案館）